# Tsanteleina
Tsanteleina je hora v Grajských Alpách, na francouzsko-italské hranici. Leží 4 kilometry jihovýchodně od vrcholu hory Aiguille de la Grande Sassière, v blízkosti hranice národních parků Vanoise a Gran Paradiso.
Tsanteleina se nachází v departementu Savojsko, region Auvergne-Rhône-Alpes, v Itálii v regionu Údolí Aosty. Náleží do první dvacítky nejvyšších hor Itálie a nejvyšších hor Francie s prominencí vyšší než 500 metrů.